# Limiteur de pression
Pour les articles homonymes, voir limiteur (homonymie).
Un limiteur de pression permet de limiter la pression à une certaine valeur donnée par la valeur de la pression de tarage
Il est indispensable en sortie d'une pompe hydraulique, et en protection des récepteurs si ceux-ci sont soumis à un effort extérieur non contrôlé.

## Principe
Un limiteur de pression permet de limiter la pression d'un circuit hydraulique ou pneumatique en dérivant l'excès de pression vers le circuit basse pression.

## Technologie
Un limiteur de pression est constitué de différents composants :
- le corps ;
- le clapet anti-retour  ;
- le ressort.
- La vis de réglage

## Fonctionnement
La force est fonction de la surface et de la pression telle que {\displaystyle P=F/S}. La force qui s'exerce sur le clapet conique à l'entrée ne dépend que de la pression, puisque la surface de la conduite d'entrée est fixe.
La force qui s'exerce sur le clapet conique à la sortie est celle du ressort telle que {\displaystyle F=k.(l-l0)}, avec k le coefficient de raideur du ressort.
L'équation d'équilibre sur le clapet s'écrit donc P.S = k.(l-l0).
Si c'est un limiteur de pression non-réglable, la longueur (l-l0) est fixée par le constructeur. Si la pression d'entrée dépasse une certaine valeur, il n'y a plus équilibre des forces et le clapet s'ouvre.
Exemple : soient S = 0,001 m², k = 150 N/m et (l-l0) = 0,02 m. La formule montre que lorsque la pression à l'entrée du clapet atteindra 0,03 bar, le clapet s'ouvrira.
Quand le clapet s'ouvre, le fluide s'échappe dans la conduite basse pression, et la pression dans le circuit haute pression ne peut dès lors dépasser 0,03 bar.
La différence avec un limiteur de pression réglable est que l'utilisateur règle lui-même la longueur (l-l0) grâce à la vis de réglage, modifiant ainsi la pression à laquelle le clapet s'ouvre.
Inconvénient : augmentation importante de la pression en fonction du débit. Un tel limiteur de pression est ce fait utilisé uniquement pour les faibles amplitudes de débit.
Pour pallier cet inconvénient, il existe des limiteurs de pression pilotés comprenant :
- le corps ;
- l'étage pilote composé d'un siège, d'un pointeau, et d'un ressort réglable (réglage de la valeur de tarage) ;
- le clapet de régulation équilibré hydrauliquement et le ressort (environ 3 bar) d'appui sur siège ;
- la chemise avec siège intégré. En conception rustique la chemise est remplacée par un usinage direct dans le corps et le siège est fixé dans la partie inférieure de l'alésage.

Contrairement à la technologie action directe, la courbe débit / pression est très plate.

## Domaines d'application
Le limiteur de pression est très utilisé dans l'industrie pour protéger l'utilisateur et les composants du système en évitant des surpressions. Pour fonctionner correctement, le limiteur de pression doit être monté en dérivation de la pression d'utilisation.

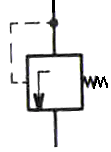
Limiteur de pression (soupape de sécurité).

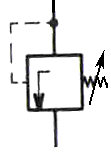
Limiteur de pression réglable.

## Symbolisation
Le limiteur de pression est symbolisé sur un schéma technique de circuit par une flèche normalement fermée et un ressort. 